# Заповідник Канченджанга
Заповідник Канченджанга — охоронна територія в Гімалаях на сході Непалу, заснована в 1997 році. Він охоплює 2,035 км² в районі Тапледжунг і включає третю найвищу вершину світу Канченджанга. На півночі він примикає до Національного природного заповідника Комолангма в Тибеті, а на сході до Національного парку Хангчендзонга в Сіккімі. Його висоти коливаються від 1,200 до 8,586 м. Це частина Священного гімалайського ландшафту, який розробляє WWF Непалу в партнерстві з Міжнародним центром інтегрованого розвитку гір.

## Тваринний світ
В заповіднику зустрічаються сніговий барс, азійський чорний ведмідь і червона панда. Види птахів, які символізують цю територію, включають золотогруду фульветту, уларук, фазана ітагіна  та клушицю.
У квітні 2012 року бенгальський кіт був зафіксований камерою фотопастки на висоті 4,474 м. Цей рекорд є найвищим відомим рекордом на сьогодні для цього виду. Також фотопастки фіксували леопарда та харзу.